# Plenkertgroeve

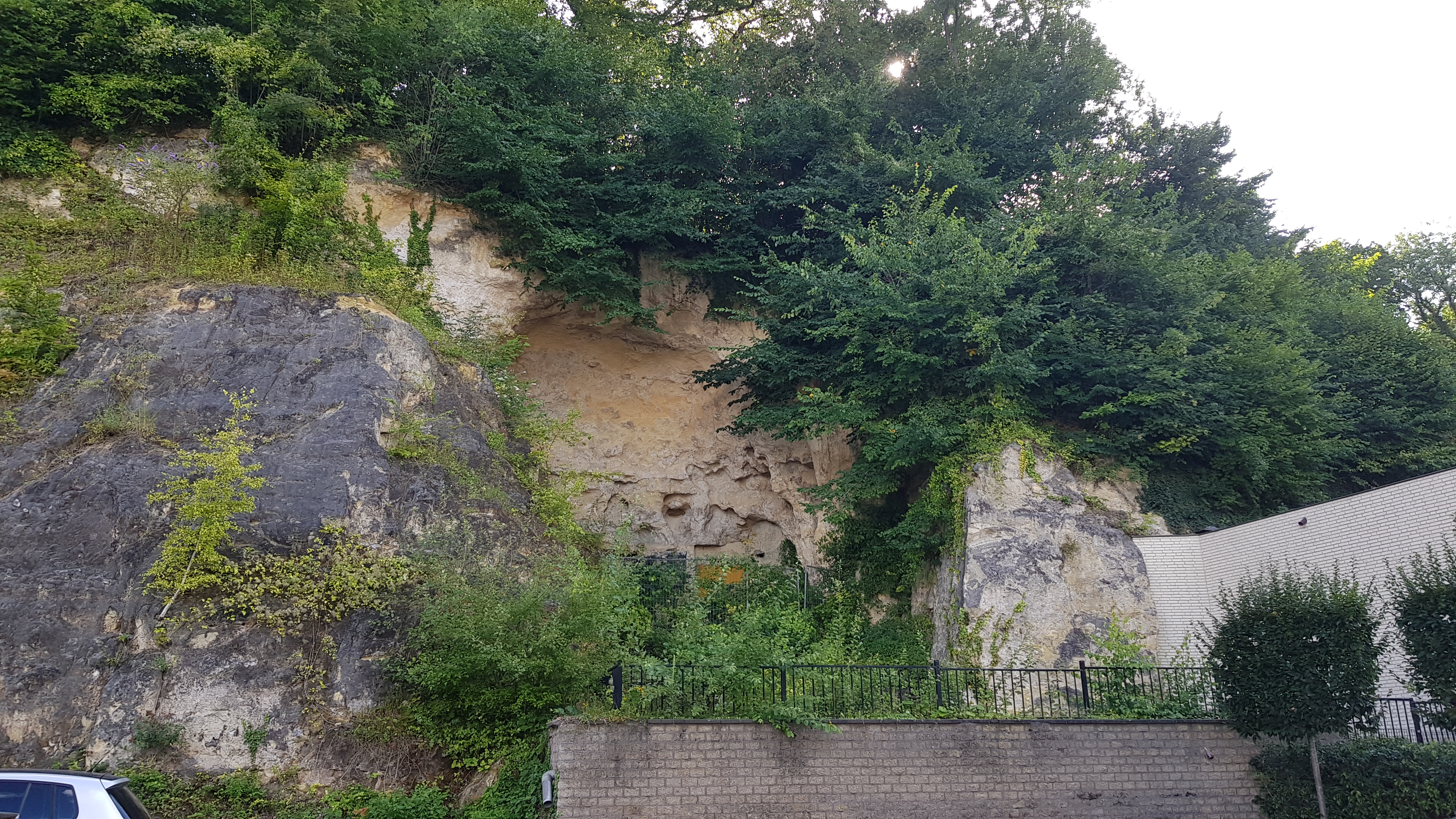
Ingang van de Plenkertgroeve anno 2019

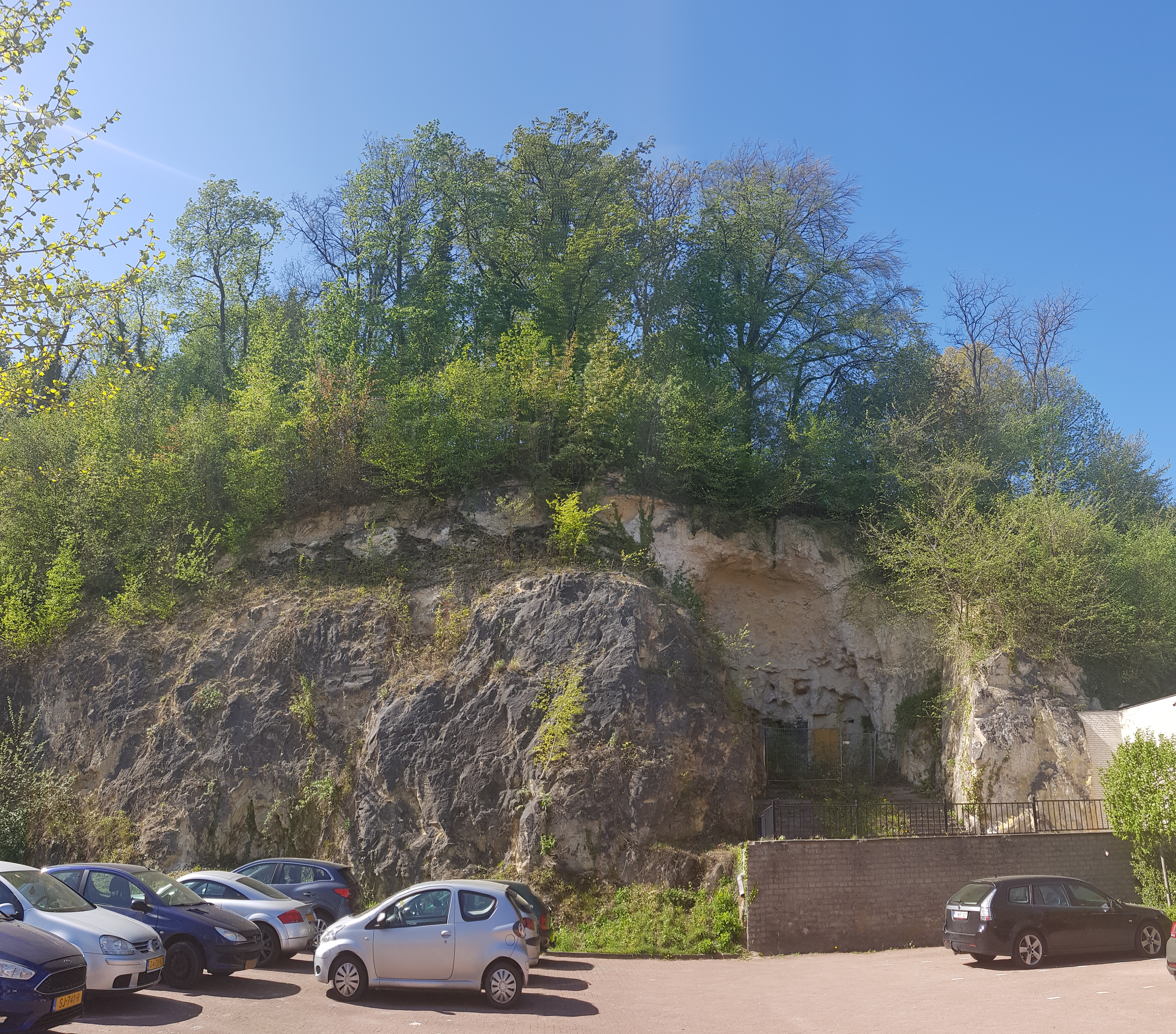
Kalksteenwand van de Plenkertgroeve

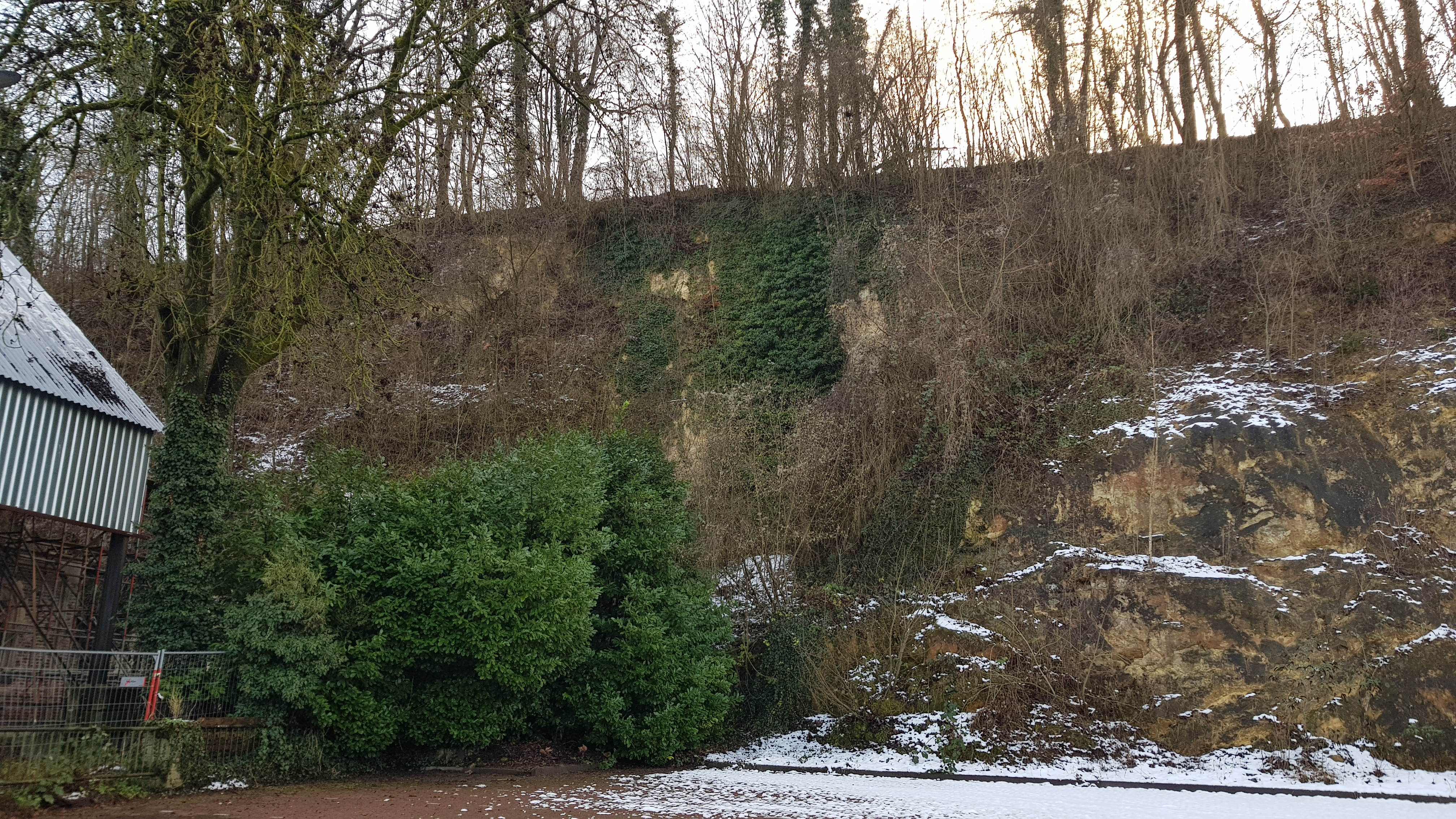
De tweede ingang verscholen in het groen

De Plenkertgroeve of Monstergrot is een Limburgse mergelgroeve in de Nederlandse gemeente Valkenburg aan de Geul in Zuid-Limburg. De ondergrondse groeve ligt aan de westkant van Valkenburg aan de Plenkertstraat in Plenkert onder het hellingbos Polferbos op de noordelijke rand van het Plateau van Margraten in de overgang naar het Geuldal. Ter plaatse duikt het plateau een aantal meter steil naar beneden.
Op ongeveer 100 meter naar het zuidoosten ligt de Alphagroeve, ook naar het oosten ligt achter de voormalige Hervormde kerk de Grafkelder Loisel in de rotswand, naar het zuiden ligt de Gemeentegrot en naar het westen liggen de Groeve achter Villa Rozenheuvel, het Openluchttheater Valkenburg met de Heksenkeuken en de vuursteenmijnen van Valkenburg.

## Geschiedenis
De groeve werd door blokbrekers ontgonnen voor de winning van kalksteenblokken.
De monsters uit de Monstergrot zijn verplaatst naar het pretpark De Valkenier en is de groeve niet meer te bezichtigen.
In mei 2011 bleek uit onderzoek dat het financieel niet haalbaar is om de groeve te exploiteren, omdat er voor een veilig gebruik grote investeringen gedaan moeten worden om de stabiliteit te verbeteren. De groeve is daarom definitief afgesloten voor het publiek.

## Groeve
De Plenkertgroeve is een middelgrote groeve en heeft een oppervlakte van 50 bij 40 meter. De groeve heeft twee ingangen en een verbinding met de Gemeentegrot. In het voorste deel was de Monstergrot gevestigd.
De beheerder van de groeve is de Gemeente Valkenburg. In 2017 werd de groeve op veiligheid onderzocht en werd deze deels goedgekeurd.